# Грабовець (Грабовецько-Дулібівська сільська громада)
Грабове́ць — село в Україні, у Стрийському районі Львівської області. Орган місцевого самоврядування — Грабовецько-Дулібська сільська рада.

## Географія
Село Грабовець (інша назва Грабівці) простягається вздовж дороги С141808 Стрий→Конюхів. На півночі межує з містом Стрий, на північному заході з селом Завадів, на заході із с. Колодниця, на півдні з с. Конюхів, а на сході з с. Дуліби. 

## Історія
Достеменними відомостями про рік заснування села Грабовець краєзнавці не володіють. Дата 1463 — більш як сумнівна, адже фігурує у виданні, яке аж ніяк не може бути назване науковим. З іншого боку більшої довіри заслуговує 1693 рік. В будь-якому разі село вже існувало у XVIII ст. Так, у декреті 1741 року згадане монастирське поле "під назвою "Чернече" на Дулібах і Грабівцях". Згодом, під час складання Йосифінської (1785-1788) та Францисканської (1819-1820) метрик, було сформовано перелік землевласників села та оцінено їхні володіння. Створення кадакстрових планів, ініційоване Францом ІІ, розтягнулося не на одне десятиліття. Очевидно саме тому грабовецька кадастрова книга датована 1854 роком. За неперевіреною інформацією зараз вона зберігається в приміщенні колишньої Грабовецької сільської ради. Перші поземельні кадастри Галичини, а також картографічні джерела дають змогу побачити наскільки зменшилася площа грабовецьких ґрунтів протягом ХІХ-ХХ ст. У січні 1926 р., відповідно до розпорядження ради міністрів, за рахунок грабовецьких 245 рільничих парцелів та 59 парцелів під забудову була збільшена територія міста Стрий. У другій пол. ХХ ст. значні земельні масиви були вилучені під будівництво військового аеродрому й промислових об'єктів. 
Національний склад населення села відповідав типовій демографічній картині епохи Нового часу. Після приєднання Руського воєводства до монархії Габсбурґів (1772 р.) національна палітра була розбавлена припливом нових німецькомовних колоністів, які не оминули своєю увагою й Грабівці, де у 1880 році зафіксовано функціонування однорічної євангельської школи. 
Першу читальню «Просвіта» відкрито в 1890 рр. у приміщенні німецької школи. При читальні були хор, драматичний гурток, бібліотека, дитячий садок. 1893 року організовано товариство «Просвіта». Першу кам’яну школу ім. М. Шашкевича спільно для Грабовець та Дуліб споруджено в 1911 році. В 1915 р. на весні тут проходила лінія фронту, коли австро-угорські війська наступали з Карпат. Вбитих жителів похоронили на цвинтарі на початку села, збоку Конюхова. Під час Першої світової війни через сильні бої біля Стрия село згоріло дотла.
У 1923 р. збудовано нову церкву Св. Юрія. У 1924-1925 рр. споруджено першу дерев’яну церкву Різдва Пресвятої Діви Марії УГКЦ. Основним матеріалом послужило дерево з колишньої церкви 1814 року, привезене з с. Лавочне на Сколівщині. При церкві був колись і є нині церковний хор.
У 1979 році споруджено приміщення клубу, у якому нині працюють Народний дім, бібліотека.

## Населення
|      | кілк. жителів | кілк. дворів | укр. | нім. | пол. | євр. | джерело |
| ---- | ------------- | ------------ | ---- | ---- | ---- | ---- | ------- |
| 1880 | 895           | 146          |      |      |      |      | *       |
| 1921 | 1032          | 150          |      |      |      |      |         |
| 1931 |               | 227          |      |      |      |      |         |
| 1935 | 1116          |              | 915  |      | 196  | 5    |         |
| 1939 | 1570          |              | 985  | 350  | 230  | 5    |         |
| 1989 | 1297          |              |      |      |      |      | *       |
| 2001 | 1158          |              |      |      |      |      | *       |
| 2008 | 1033          |              |      |      |      |      |         |

## Політика

### Парламентські вибори, 2019
На позачергових парламентських виборах 2019 року у селі функціонувала окрема виборча дільниця № 461445, розташована у приміщенні будинку культури.
Результати
- зареєстровано 792 виборці, явка 62,25%, найбільше голосів віддано за партію «Голос» — 21,30%, за «Європейську Солідарність» — 18,86%, за «Слугу народу» — 15,42%.[11] В одномандатному окрузі найбільше голосів отримав Андрій Гергерт (Всеукраїнське об'єднання «Свобода») — 30,82%, за Олега Канівця (Громадянська позиція) — 21,43%, за Андрія Кота (самовисування) — 13,27%[12].

Кількість виборців станом на кінець 2020 р. — 808.

## Відомі люди

### Народилися
- Тимчій Володимир Іванович — (28 жовтня 1911 — † лютий 1940, с. Устиянів, Нижньоустрицького району, тепер Польща) — діяч ОУН, 10-й крайовий провідник ОУН (08.1939 — 02.1940).
- Бичко Зиновій Михайлович — діалектолог, історик мови.
- Парадівський Мар'ян Миколайович — (народився 27 серпня 1988 року). Спортсмен, майстер спорту України з карате. Президент дитячо-юнацького спортивного клубу.
- Климович Ігор Ігорович — (народився 13 червня 1991 року). Громадський діяч, член «Військової — Історичної дружини Чорна Галич», 4 вересня 2014 року дебютував як поет — автор збірки віршів «Мертві сорому не мають».

## Цікаві факти
- На території села знаходиться старе кладовище, яке датоване початком 20ст.
- Вважається, що назву села походить від назви дерева граба, бо начебто колись село було знане грабовими тинами.